# Omagh Town FC
Omagh Town Football Club war ein nordirischer Fußballverein aus Omagh im County Tyrone.

## Geschichte
Der Verein wurde 1962 als Omagh Celtic gegründet und 1969 in Omagh Town umbenannt. Die Mannschaft spielte zum ersten Mal 1990/91 in der IFA Premiership. Nach fünf Jahren mussten sie, durch eine Änderung in der Zusammensetzung der Liga, als Neunter absteigen. Von 1997/98 bis 1998/99 und von 2000/01 bis einschließlich 2004/05 war der Klub wieder erstklassig. Beste Platzierung war zweimal der 5. Rang.
1998 und 2003 war man im UEFA Intertoto Cup vertreten. Gegen MŠK Rimavská Sobota und FK Schachzjor Salihorsk verlor die Mannschaft jeweils in der ersten Runde. Wegen finanzieller Probleme wurde der Verein nach der Saison 2004/05 aufgelöst.